# العمليات الإرهابية في العراق 2010
هذه قائمة بالهجمات الإرهابية في العراق خلال عام 2010. من أبرز الهجمات هجوم 1 فبراير الذي أسفر عن مقتل 54 شخصًا في بغداد، وهجوم 10 مايو الذي أدى إلى مقتل 45 شخصًا في مصنع أقمشة بمدينة الحلة.

## يناير
- 7 يناير: انتحاري يستقل دراجة هوائية فجّر نفسه عند نقطة تفتيش تابعة لميليشيا موالية للحكومة في بلد، ما أدى إلى إصابة ثمانية أشخاص.[1]
- 12 يناير: أوقفت الشرطة ما لا يقل عن أربعة مفخخات يقودها انتحاريون – وربما عشرة – كانوا في طريقهم إلى مبانٍ حكومية في الصباح الباكر، وتم اعتقالهم.[2]
- 13 يناير: انتحاري بشاحنة مفخخة قتل خمسة من رجال الشرطة ومدنيًا واحدًا، وأصاب ستة آخرين في الصقلاوية بمحافظة الأنبار.[3]
- 20 يناير: انتحاري يقود مركبة دفع رباعي فجرها داخل مقر للجيش العراقي في الموصل، ما أدى إلى إصابة 45 شخصًا، بينهم 18 جنديًا وخمسة شرطيين.
- 22 يناير: انتحاري بشاحنة فجرها قرب قاعدة للجيش العراقي في بعاج، ما أدى إلى إصابة ضابط بالجيش.
- 25 يناير: تفجيرات بغداد في 25 يناير 2010. ثلاث سيارات مفخخة يقودها انتحاريون انفجرت قرب فنادق يرتادها رجال أعمال وصحفيون غربيون، ما أسفر عن مقتل 41 شخصًا وإصابة 110 آخرين. تزامنت الهجمات مع إعدام علي حسن المجيد (علي الكيميائي). وأعلنت القاعدة مسؤوليتها عنها.[4]
- 26 يناير: انتحاري يقود سيارة مفخخة استهدف مختبرًا جنائيًا في بغداد، ما أدى إلى مقتل 21 شخصًا وإصابة 85.[5]
- 27 يناير: انتحاري يرتدي زي الشرطة حاول اقتحام مركز شرطة في بلدة زمار شمال غرب الموصل، فأُطلق عليه النار، ما أدى إلى انفجار سترته الناسفة بعد إصابته. الانفجار أدى إلى جرح ثلاثة شرطيين عراقيين وجندي أميركي.

## فبراير
- 1 فبراير: تفجير بغداد في 1 فبراير 2010. انتحارية فجّرت نفسها وسط حشود من الزائرين المتجهين إلى كربلاء لإحياء الأربعين أثناء مرورهم عبر بغداد، ما أسفر عن مقتل 54 شخصًا وإصابة 117.[6]
- 3 فبراير: انتحاري يقود سيارة مفخخة فجّرها وسط حشود من الزائرين المتجهين إلى مرقد الإمام الحسين في كربلاء، ما أدى إلى مقتل 10 أشخاص وإصابة 50.[7]
- 5 فبراير: انتحاريان بسيارتين مفخختين فجّرا نفسيهما على جانبي جسر يعبره الزائرون داخل وخارج كربلاء، ما أدى إلى مقتل 40 شخصًا وإصابة 140.[8]
- 16 فبراير: انتحاري بسيارة مفخخة قتل شرطيين وأصاب 25 شخصًا في منطقة نبي يونس بالموصل.[9]
- 18 فبراير: انتحاري بسيارة مفخخة فجّر نفسه عند نقطة تفتيش قرب مبانٍ حكومية ومحاكم، ما أدى إلى مقتل 15 شخصًا وإصابة 20.[10]
- 21 فبراير: انتحاري حاول دخول مسجد قرب تكريت، لكنه فجّر سترته الناسفة بعد إطلاق النار عليه من الحراس، ما أسفر عن مقتل شخص واحد وإصابة ستة.[11]
- 22 فبراير: انتحاري بسيارة مفخخة استهدف مقرًا للشرطة في غرب الرمادي، ما أدى إلى مقتل ثلاثة أشخاص، بينهم شرطي، وإصابة سبعة شرطيين.[12]

## مارس
- 3 مارس: تفجيرات بعقوبة 2010. انتحاريان بسيارتين مفخختين فجّرا نفسيهما قرب مبانٍ حكومية في بعقوبة، أعقب ذلك انفجار انتحاري ثالث استهدف المستشفى الرئيسي في المدينة. أسفرت الهجمات عن مقتل 33 شخصًا وإصابة 55.[13]
- 4 مارس: انتحاريان فجّرا نفسيهما في منطقتين مختلفتين من بغداد، ما أدى إلى مقتل 17 شخصًا وإصابة 35. وقد عُرف أن مراكز الاقتراع كانت الهدف في كلا الهجومين.[14]
- 15 مارس: انتحاري بسيارة مفخخة فجّر نفسه في الأنبار بمدينة الفلوجة، ما أدى إلى مقتل 7 أشخاص وإصابة 13. وقع التفجير بينما كانت عملية فرز الأصوات في الانتخابات العامة العراقية لا تزال مستمرة.[15]
- 25 مارس: انتحاري فجّر نفسه داخل منزل العقيد وليد محمد، رئيس قسم مكافحة الإرهاب في مدينة هيت، ما أسفر عن مقتل ثلاثة أشخاص وإصابة ثلاثة آخرين. ولم يكن محمد موجودًا لحظة الهجوم.[16]
- 26 مارس: انفجاران هزا بلدة الخالص شمال بغداد، أحدهما نفذه انتحاري، ما أسفر عن مقتل 40 شخصًا وإصابة أكثر من 60 آخرين.[17]

## أبريل
- 3 أبريل: مجموعة من المسلحين اقتحموا خمسة منازل في قرية جنوب بغداد، وقُيّد 25 شخصًا وعُذبوا ثم أُعدموا رميًا بالرصاص في الرأس.[18]
- 4 أبريل: ثلاثة انتحاريين يقودون سيارات مفخخة فجّروا أنفسهم في وسط بغداد، ما أسفر عن مقتل 41 شخصًا. أحد الانفجارات وقع قرب سفارة إيران، فيما وقعت الانفجارات الأخرى في منطقة المنصور غربي بغداد.[19]
- 12 أبريل: انتحاري بسيارة مفخخة استهدف دورية للشرطة في الموصل، ما أدى إلى مقتل شرطي ومدني.
- 23 أبريل: تفجيرات بغداد في أبريل 2010. موجة تفجيرات ضربت العاصمة، بينها هجوم انتحاري قرب مسجد شيعي في حي الأمين جنوب شرقي بغداد، ما أدى إلى مقتل 11 شخصًا.[20]
- 28 أبريل: انتحاريان بسيارتين مفخختين استهدفا نقاط تفتيش للشرطة في جنوب بغداد، ما أسفر عن مقتل خمسة أشخاص وإصابة عشرة، بينهم عدد من عناصر الشرطة.[21]

## مايو
- 10 مايو: تفجيرات العراق 10 مايو 2010. انتحاريان بسيارتين مفخختين اقتحما مصنعًا للأقمشة في الحلة أثناء انتهاء الدوام، وعندما هرع الناس وفرق الإنقاذ لمساعدة المصابين فجّر انتحاري ثالث نفسه،[22] ما أسفر عن مقتل 45 شخصًا وإصابة 140. كما أسفرت هجمات أخرى في اليوم نفسه عن مقتل 13 شخصًا وإصابة 40 في سوق شعبي جنوب شرق بغداد. وفي هجوم آخر، قُتل اثنان من مقاتلي البيشمركة وأصيب ثلاثة عندما فجّر انتحاري سيارته عند نقطة تفتيش مشتركة بين القوات الأميركية والعراقية والكردية شرق الموصل.
- 11 مايو: انتحاري بسيارة مفخخة فجّر نفسه قرب نقطة تفتيش شرقي الفلوجة، ما أدى إلى إصابة ستة أشخاص بينهم شرطيان.
- 13 مايو: انتحاري بسيارة مفخخة استهدف دورية مشتركة أميركية-عراقية على الطريق الرئيسي بين بغداد والموصل، ما أدى إلى إصابة شخصين.
- 14 مايو: ثلاثة انتحاريين نفذوا تفجيرًا مزدوجًا في تلعفر أثناء مباراة لكرة القدم، ما أسفر عن مقتل 25 شخصًا وإصابة 108. أحد الانتحاريين فجّر سيارة مفخخة قرب مدخل الملعب، بينما فجّر الآخران ستراتهما الناسفة بين الجمهور.[23][24][25]
- 20 مايو: انتحاري بسيارة مفخخة استهدف نقطة تفتيش للشرطة في الموصل، فقتل شرطيين ومدنيًا وأصاب ثمانية أشخاص بينهم ثلاثة شرطيين.[26]
- 21 مايو: انتحاري بشاحنة صغيرة مفخخة استهدف شارعًا تجاريًا يعج بالمتسوقين في بلدة ذات غالبية شيعية شمال بغداد، ما أسفر عن مقتل 21 شخصًا وإصابة أكثر من 50.[27]

## يونيو
- 9 يونيو: انتحاري على دراجة نارية استهدف مركبة عسكرية أميركية في ديالى، ما أسفر عن مقتل مدنيين عراقيين وإصابة خمسة آخرين.
- 11 يونيو: انتحاري بسيارة مفخخة استهدف دورية مشتركة أميركية-عراقية شرق العراق، ما أسفر عن مقتل خمسة أشخاص بينهم جنديان أميركيان وثلاثة عراقيين، إضافة إلى إصابة 30 آخرين.[28]
- 13 يونيو: مسلحون مجهولون، بينهم خمسة انتحاريين، هاجموا البنك المركزي العراقي في بغداد، فقتلوا 15 شخصًا وأصابوا 50 آخرين.[29]
- 20 يونيو: تفجيرات بغداد في 20 يونيو 2010. انتحاريان بسيارتين مفخختين فجّرا نفسيهما قرب المصرف العراقي للتجارة وسط بغداد، ما أسفر عن مقتل 26 شخصًا وإصابة أكثر من 50.[30]
- 21 يونيو: انتحاري فجّر سترته الناسفة داخل سوق شعبي في بلدة الشرقاط شمال العراق، ما أسفر عن مقتل ثمانية أشخاص وإصابة عشرة.[31]

## يوليو
- 4 يوليو: انتحارية فجّرت نفسها في قسم الاستقبال داخل مبنى المحافظة شديد التحصين في مدينة الرمادي بمحافظة الأنبار غربي العراق، ما أسفر عن مقتل 4 أشخاص وإصابة 23 آخرين.
- 6–8 يوليو: هجمات بغداد في يوليو 2010. انتحاري فجّر نفسه وسط حشود من الزائرين الشيعة، ما أسفر عن مقتل 28 شخصًا وإصابة 62 آخرين في منطقة الأعظمية وسط بغداد.
- 9 يوليو: انتحاري يقود سيارة مفخخة اندفع بها نحو نقطة تفتيش للجيش العراقي غربي بغداد، ما أدى إلى مقتل 6 أشخاص وإصابة 20 آخرين.[32]
- 18 يوليو: انتحاري فجّر نفسه مستهدفًا عناصر ميليشيا سنية موالية للحكومة أثناء وقوفهم في طابور لتسلّم رواتبهم في حي الرضوانية جنوب غرب بغداد، ما أسفر عن مقتل 43 شخصًا على الأقل وإصابة أكثر من 40. وفي هجوم منفصل، استهدف أحد مقاتلي القاعدة مقر مجلس الصحوة في مدينة القائم قرب الحدود السورية، فقتل 3 أشخاص وأصاب 6. وقال مسؤولون عراقيون إن الانتحاري اقتحم المبنى وفتح النار قبل أن يرد المقاتلون السنة بإطلاق النار ويصيبوه، ففجّر نفسه وسطهم.[33]
- 20 يوليو: انتحاري بسيارة مفخخة استهدف موكب سيارات تابعًا لشركة إنشاءات بريطانية خاصة في الموصل، ما أدى إلى مقتل 4 أشخاص وإصابة 5 آخرين.[34]
- 21 يوليو: انتحاري بسيارة مفخخة فجّرها قرب كازينو في محافظة ديالى شرقي العراق، ما أسفر عن مقتل 7 أشخاص وإصابة 26 آخرين.[35]
- 26 يوليو: سيارتان مفخختان انفجرتا قرب مدينة كربلاء المقدسة جنوب العراق، ما أدى إلى مقتل 19 شخصًا معظمهم من الزائرين الشيعة، وإصابة 54. وفي حادث منفصل ببغداد، انتحاري فجّر نفسه قرب مقر قناة العربية المملوكة للسعودية، ما أسفر عن مقتل 4 أشخاص على الأقل.[36]

## أغسطس
- 8 أغسطس: انتحاري فجّر نفسه في الرمادي، ما أسفر عن مقتل 6 أشخاص على الأقل وإصابة آخرين.[37]
- 17 أغسطس: تفجيرات بغداد 17 أغسطس 2010.
- 25 أغسطس: تفجيرات العراق 25 أغسطس 2010.

## سبتمبر
- 5 سبتمبر: ما يصل إلى خمسة انتحاريين استخدموا شاحنة مفخخة وأحزمة ناسفة لمهاجمة مجمع وزارة الدفاع العراقية وسط بغداد، ما أسفر عن مقتل 12 شخصًا على الأقل وإصابة أكثر من 36.[38]
- 19 سبتمبر: تفجيرات بغداد 19 سبتمبر 2010.

## أكتوبر
- 29 أكتوبر: انتحاري فجّر نفسه في بلدة شمال بغداد، ما أسفر عن مقتل 25 شخصًا على الأقل وإصابة العشرات.[39]
- 31 أكتوبر: مجزرة كنيسة بغداد 2010.

## نوفمبر
- 2 نوفمبر: وقعت ما لا يقل عن 17 انفجارًا في بغداد، وأسفرت عن مقتل أكثر من 113 شخصًا ضمن تفجيرات بغداد 2 نوفمبر 2010.

## ديسمبر
- 12 ديسمبر: انتحاري يقود سيارة مفخخة فجّر نفسه عند نقطة تفتيش تؤدي إلى مبانٍ حكومية في الرمادي، ما أسفر عن مقتل 13 شخصًا على الأقل وإصابة أكثر من 50.[40]
- 13 ديسمبر: انتحاري فجّر نفسه في بعقوبة، ما أدى إلى مقتل 4 أشخاص على الأقل وإصابة 17 آخرين.[41]
- 27 ديسمبر: انتحاريان نفذا هجومًا مزدوجًا بسيارة مفخخة وحزام ناسف قرب مجمع حكومي في الرمادي، ما أسفر عن مقتل 17 شخصًا على الأقل وإصابة أكثر من 47 آخرين.[42]
- 29 ديسمبر: انتحاريان هاجما مقرًا للشرطة في الموصل، حيث فجّرا نفسيهما داخل مكتب العقيد شميل أحمد أُغلق، قائد الكتيبة، الذي كان بين القتلى. أسفر الانفجاران عن مقتل 4 من ضباط الشرطة على الأقل، وأدى الانفجار إلى انهيار المبنى، وظل عدد من الضباط في عداد المفقودين حتى بعد انتهاء عمليات الإنقاذ التي بحثت بين الأنقاض عن ناجين.[43]